# Compostela (Cebu)
Compostela is een gemeente in de Filipijnse provincie Cebu. Bij de census van 2015 telde de gemeente bijna 48 duizend inwoners.
Compostela vormt samen met 9 andere steden en gemeenten de metropool Cebu.

## Geografie

### Bestuurlijke indeling
Compostela is onderverdeeld in de volgende 17 barangays:
| - Bagalnga - Basak - Buluang - Cabadiangan - Cambayog - Canamucan - Cogon - Dapdap - Estaca | - Lupa - Magay - Mulao - Panangban - Poblacion - Tag-ube - Tamiao - Tubigan |

## Demografie
Compostela had bij de census van 2015 een inwoneraantal van 47.898 mensen. Dit waren 5.324 mensen (12,5%) meer dan bij de vorige census van 2010. Ten opzichte van de census van 2000 was het aantal inwoners gegroeid met 16.452 mensen (52,3%). De gemiddelde jaarlijkse groei in die periode kwam daarmee uit op 2,80%, hetgeen hoger was dan het landelijk jaarlijks gemiddelde over deze periode (1,72%).

De bevolkingsdichtheid van Compostela was ten tijde van de laatste census, met 47.898 inwoners op 53,9 km², 888,6 mensen per km².